# Burgenstrasse

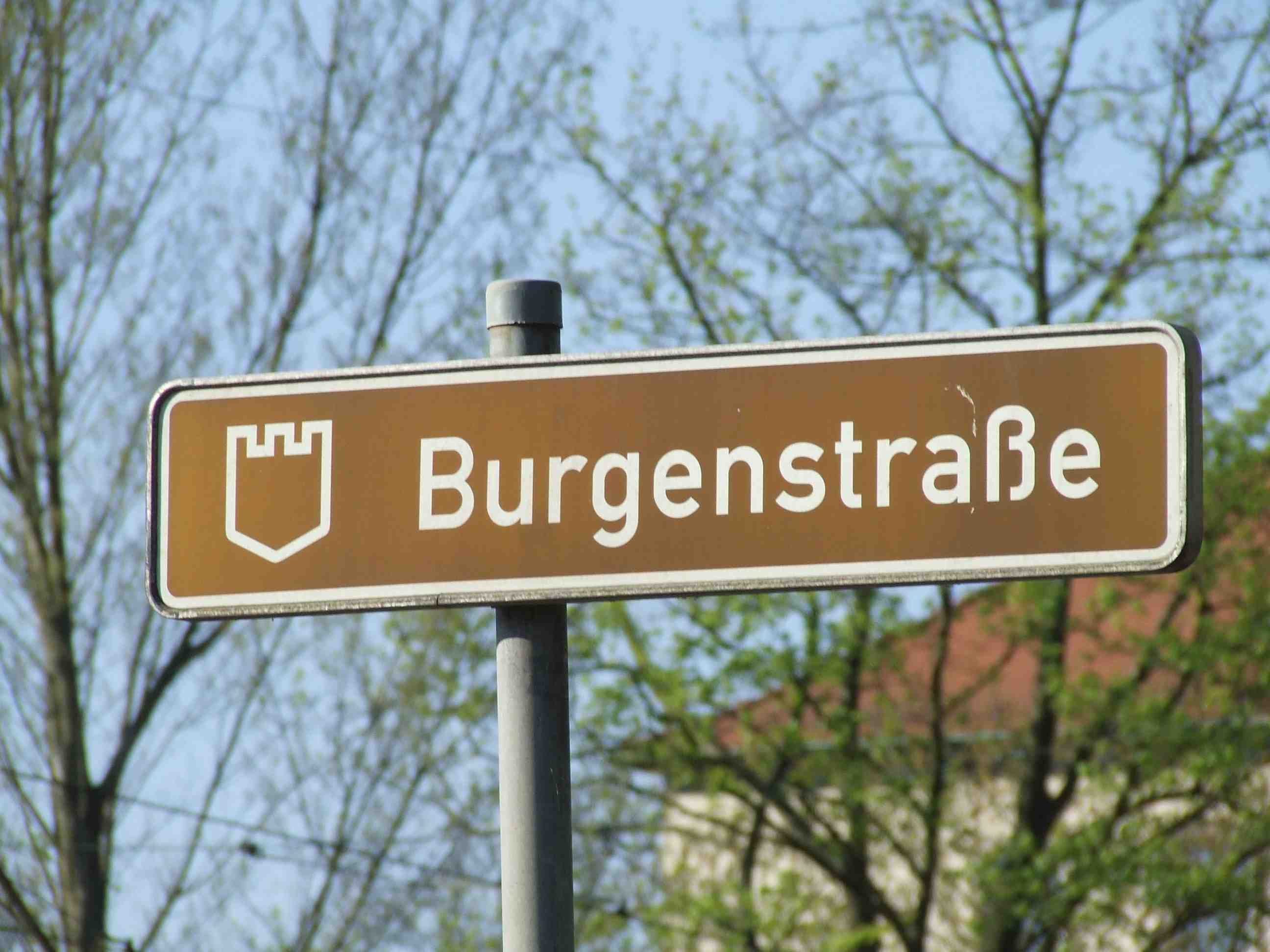
Tájékoztató tábla (2007)

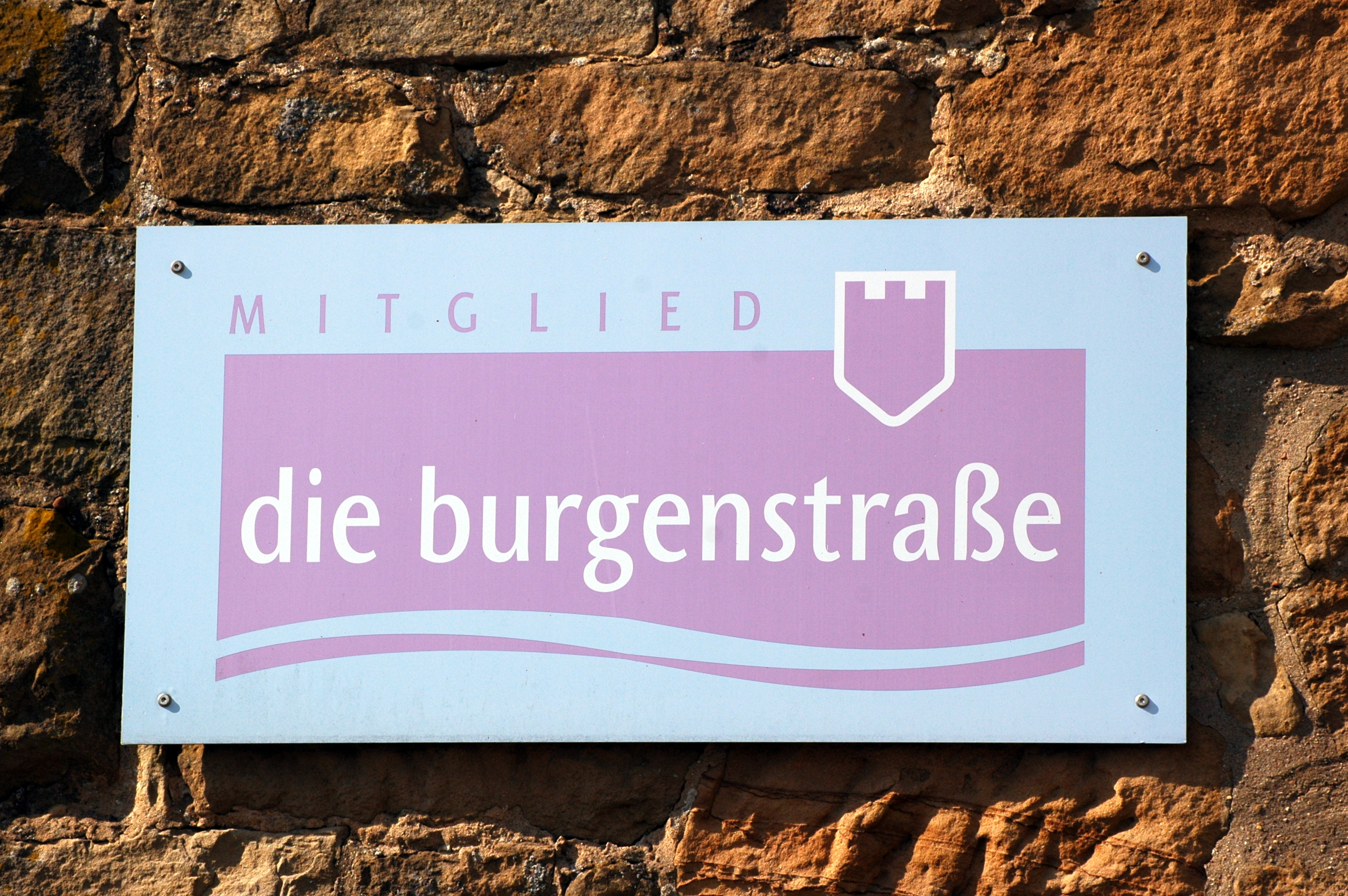
Tábla Sinsheimben (Burg Steinsberg)

A  Burgenstraße (magyarul kb. Várútvonal) egy turistaútvonal Németországban, illetve újabban Csehországban is.

## Története
1954-ben alapították, először  Mannheim és Heilbronn, valamint  Nürnberg között. 1994-ben Prágáig hosszabbították meg. 
2018. január 1-jétől Mannheimtől  Bayreuthig tart. Hossza kb. 770 km.

## Az érintett települések
Baden-Württemberg
- Mannheim – Barockschloss Mannheim

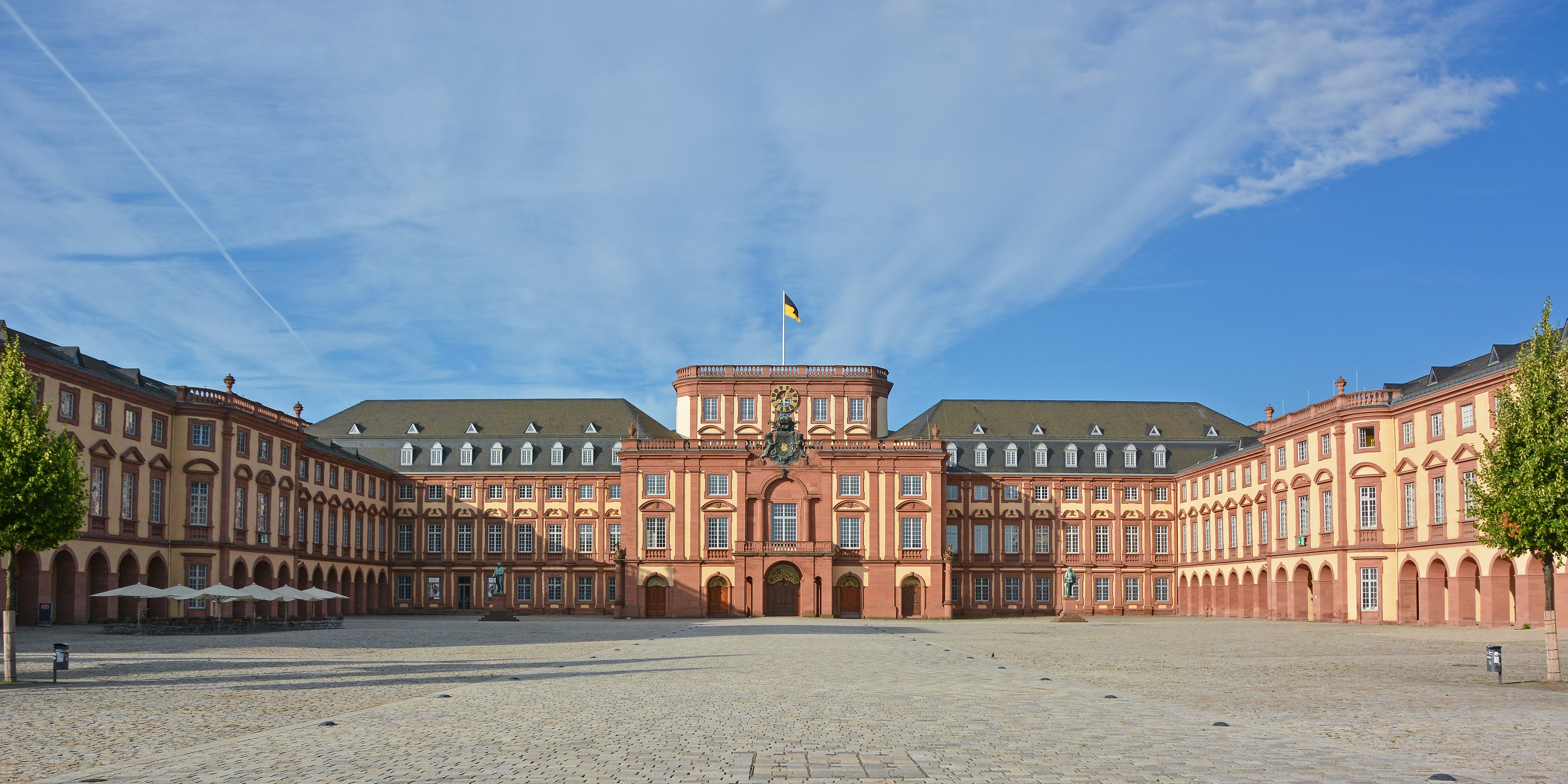
Mannheim

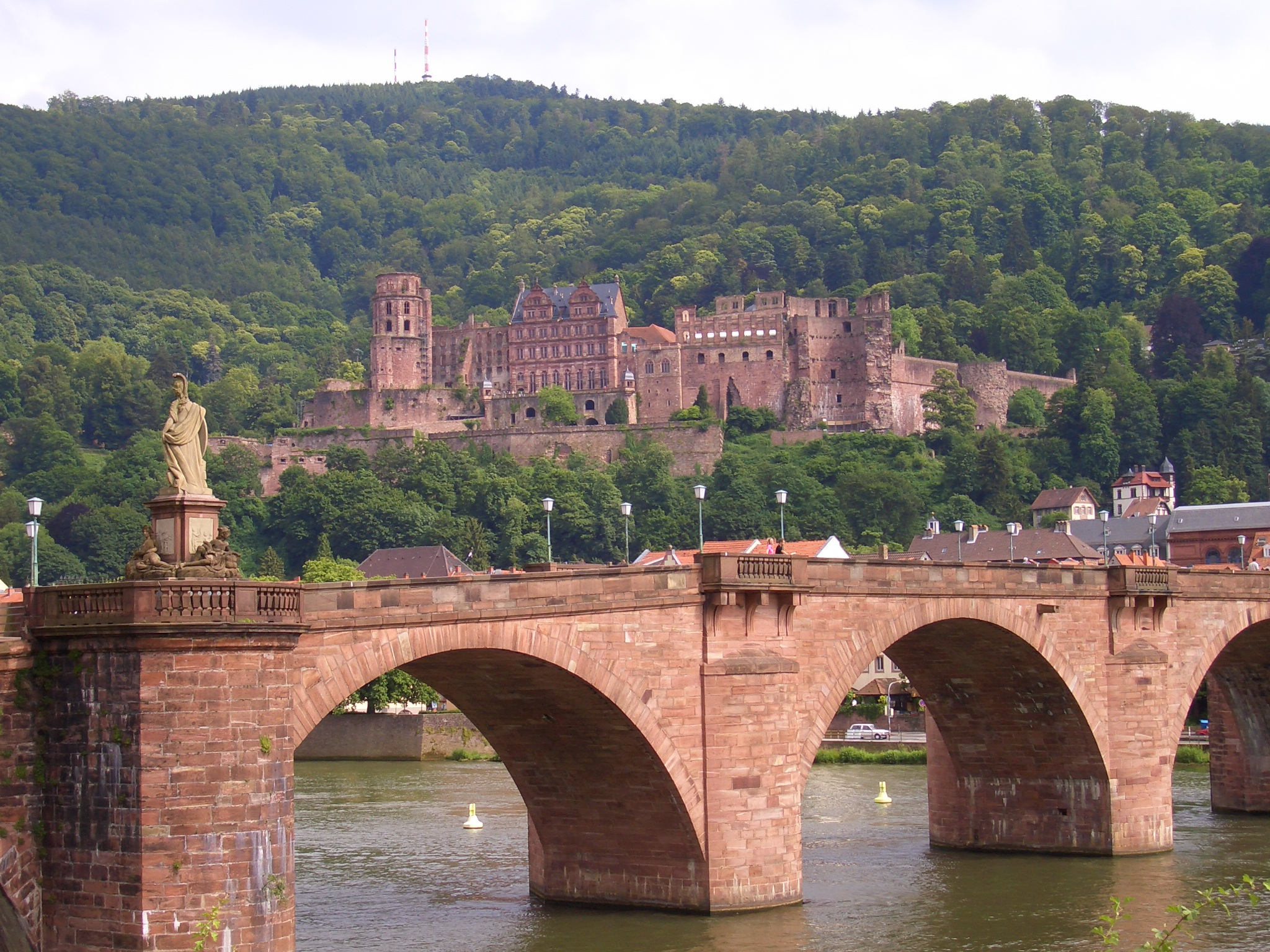
Heidelberg

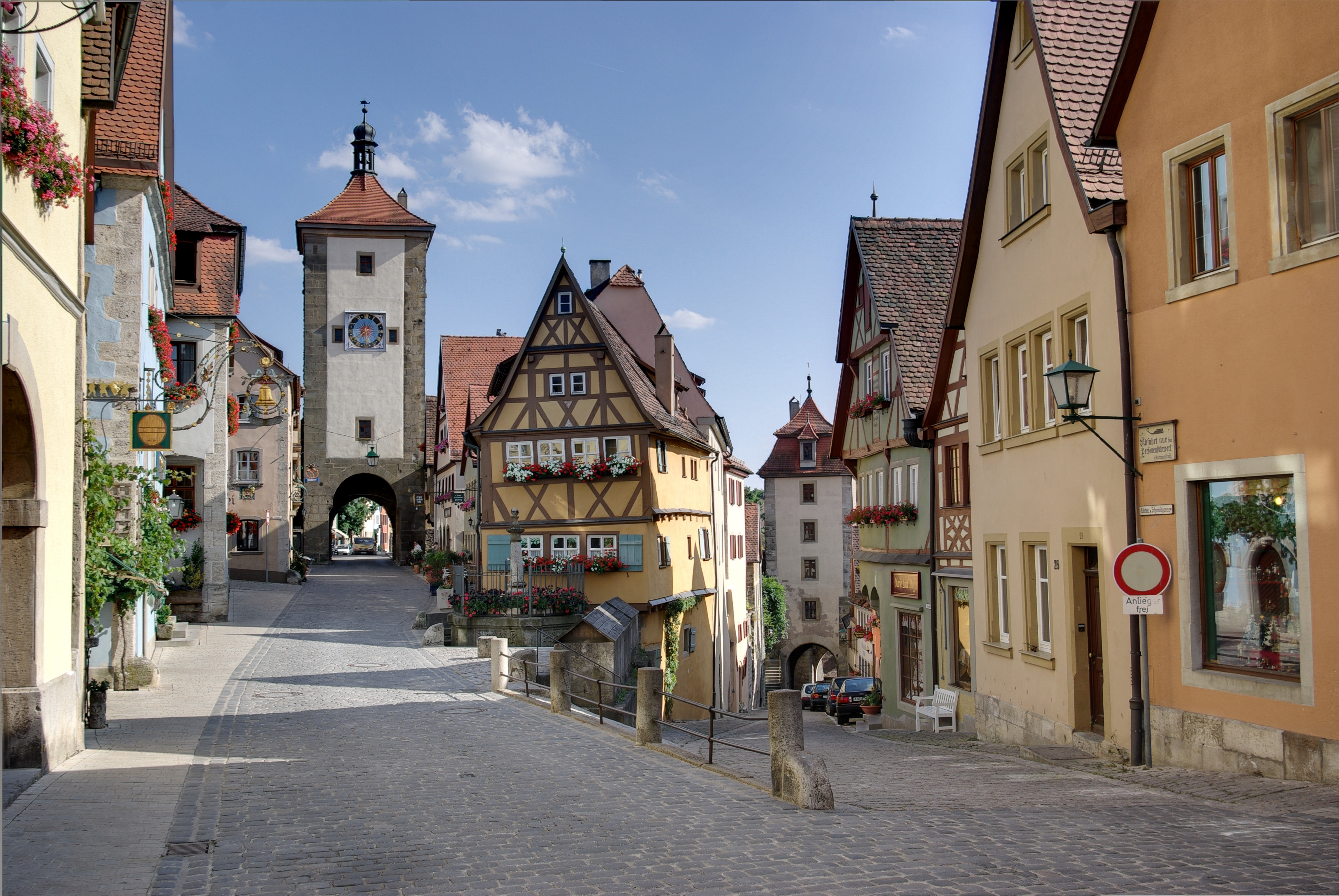
Rothenburg

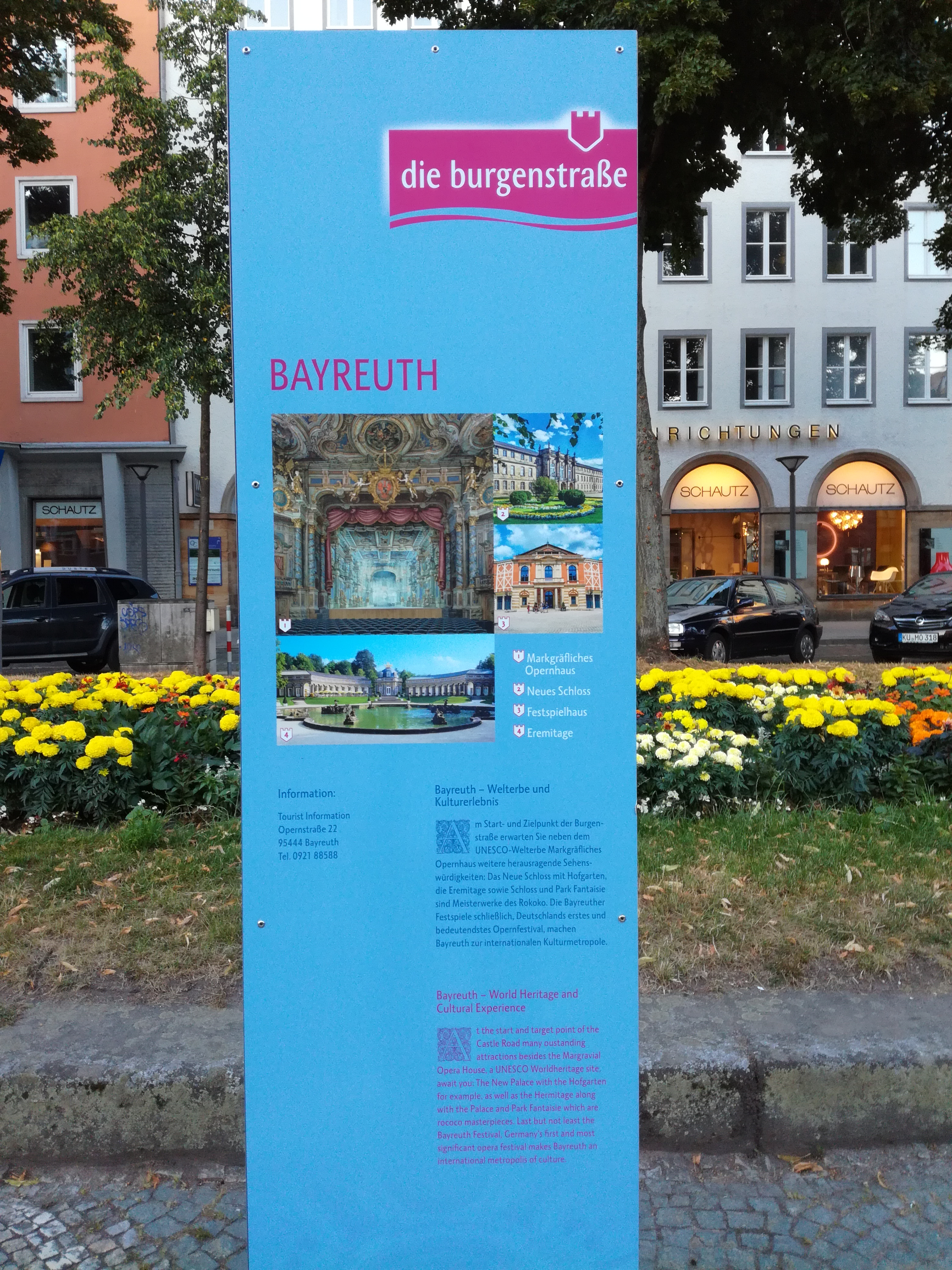
Sztélé Bayreuthban

- Schwetzingen – Schloss und Schlossgarten Schwetzingen
- Heidelberg – Schloss Heidelberg, Altstadt
- Neckargemünd – Bergfeste Dilsberg

Hessen
- Neckarsteinach – Burg Schadeck, Hinterburg, Mittelburg und Vorderburg
- Hirschhorn (Neckar) – Burg Hirschhorn

Baden-Württemberg
- Eberbach – Burg Eberbach, Burg Stolzeneck
- Mosbach-Neckarelz – Tempelhaus
- Mosbach – Altstadt
- Neckarzimmern – Burg Hornberg
- Gundelsheim – Schloss Horneck
- Haßmersheim-Neckarmühlbach – Burg Guttenberg
- Bad Rappenau-Heinsheim – Burg Ehrenberg
- Neckarbischofsheim – Altes Schloss und Neues Schloss
- Bad Wimpfen – Staufische Kaiserpfalz
- Heilbronn
- Weinsberg – Burgruine Weibertreu
- Neuenstein – Schloss Neuenstein
- Waldenburg – Schloss Waldenburg
- Öhringen – Schloss Öhringen
- Schwäbisch Hall – Großcomburg
- Kirchberg an der Jagst – Schloss Kirchberg

Bajorország
- Rothenburg ob der Tauber
- Burg Colmberg
- Ansbach – Markgräfliche Residenz, Orangerie und Hofgarten
- Veste Lichtenau
- Wolframs-Eschenbach – Deutschordenschloss
- Abenberg – Burg Abenberg
- Roth – Schloss Ratibor
- Stein – Faberschloss
- Cadolzburg – Burg Cadolzburg
- Langenzenn – Augustiner-Kloster
- Nürnberg – Kaiserburg
- Lauf an der Pegnitz – Kaiserburg Wenzelschloss
- Fränkische Schweiz – Kaiserpfalz in Forchheim, Ebermannstadt, Ruine Neideck in Wiesenttal, Burg Egloffstein, Burg Gößweinstein, Burg Pottenstein, Burg Waischenfeld, Schloss Unteraufseß, Schloss Oberaufseß, Schloss Greifenstein, Schloss Seehof (bei Memmelsdorf)
- Ahorntal – Burg Rabenstein
- Bamberg – Altenburg, Neue Residenz Bamberg
- Rentweinsdorf – Schloss Rentweinsdorf
- Ebern – Schloss Eyrichshof, Ruine Rotenhan
- Pfarrweisach – Burg Lichtenstein
- Maroldsweisach – Burg Altenstein
- Seßlach – historische Altstadt

Türingia
- Bad Colberg-Heldburg – Veste Heldburg

Bajorország
- Coburg – Schloss Ehrenburg, Veste Coburg, Schloss Callenberg
- Kronach – Festung Rosenberg
- Kulmbach – Plassenburg
- Bayreuth – Neues Schloss Bayreuth, Altes Schloss Bayreuth, Eremitage

## Képgaléria

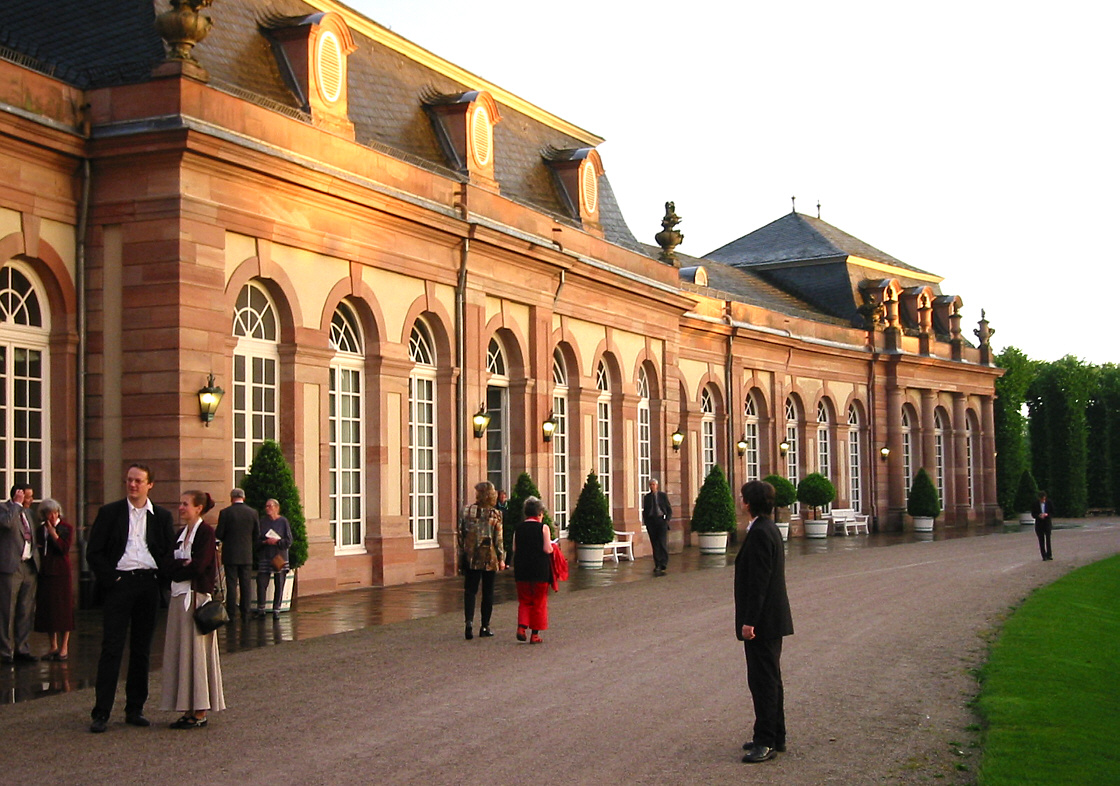
Schwetzingen
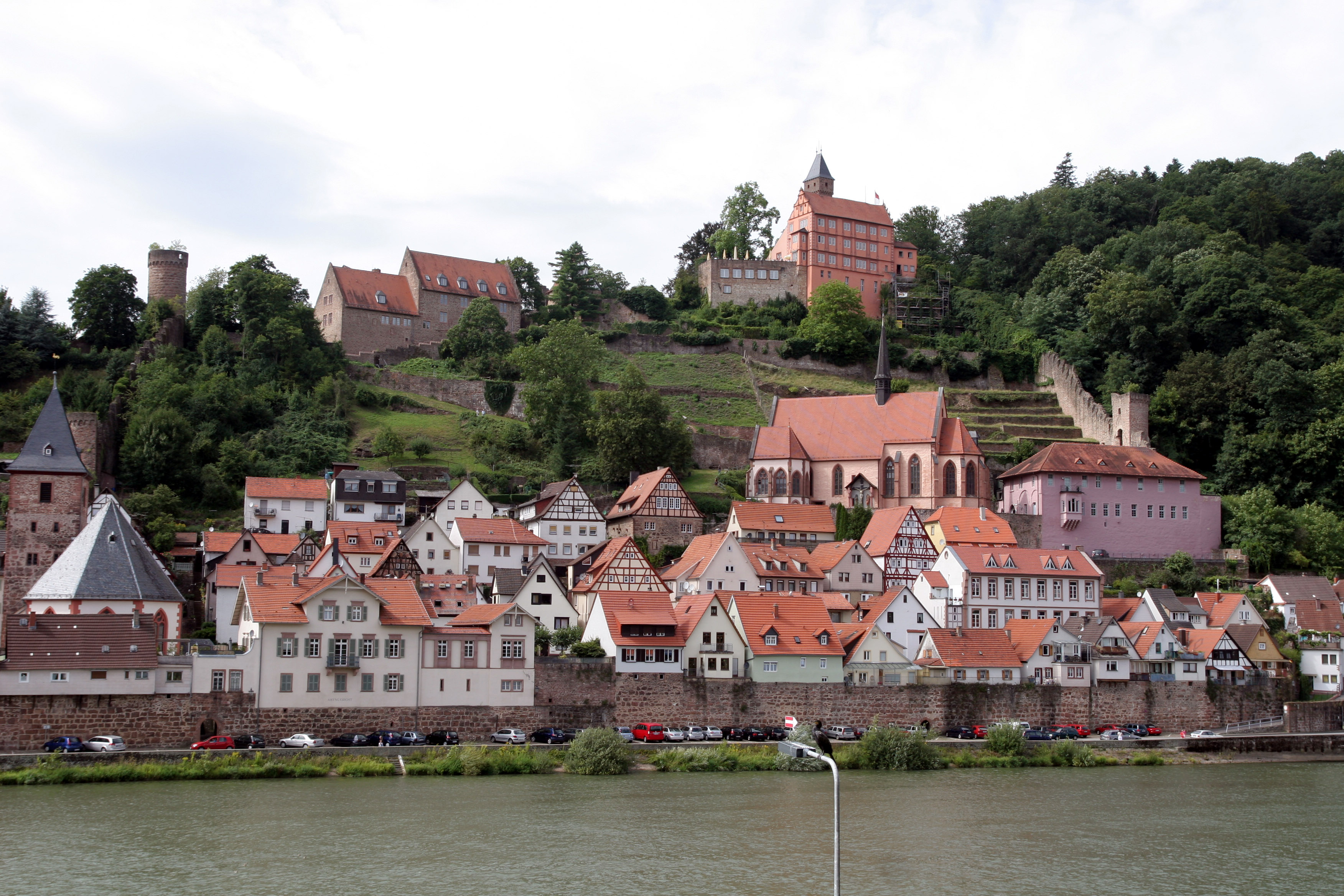
Hirschhorn
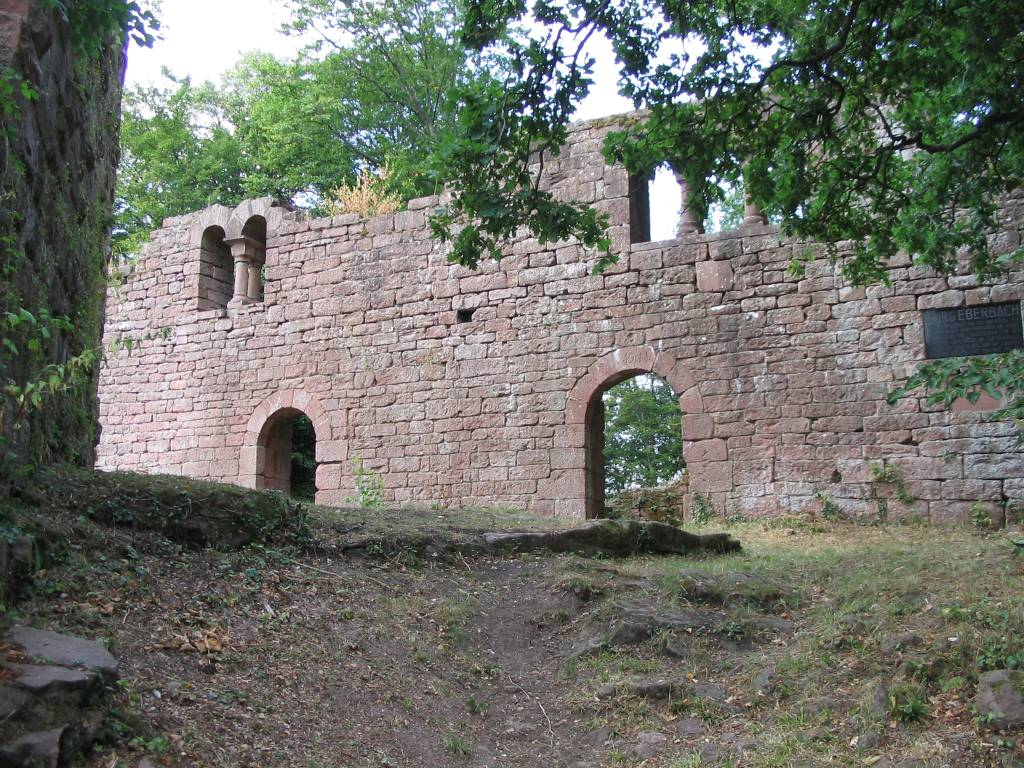
Eberbach
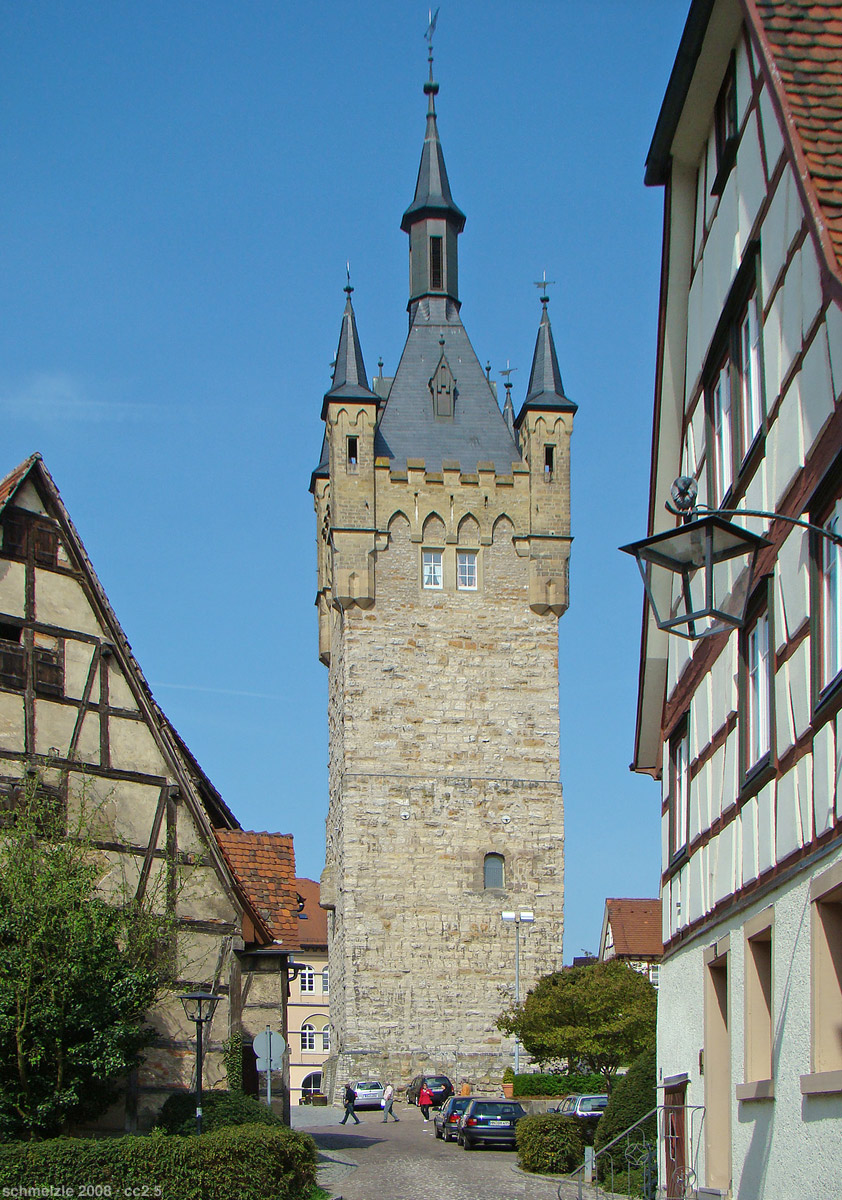
Kaiserpfalz Bad Wimpfen
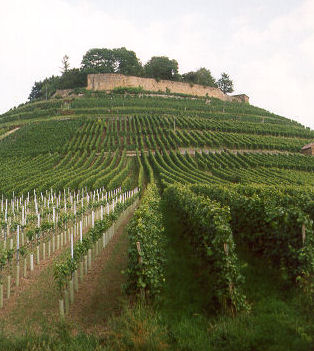
Burgruine Weibertreu
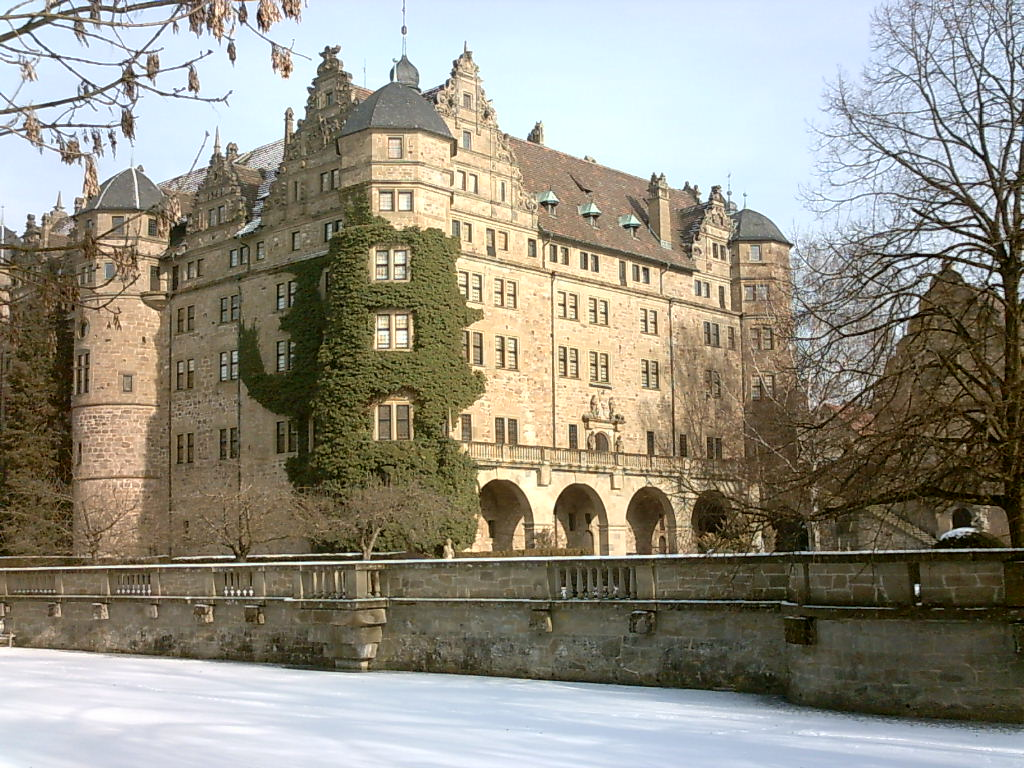
Neuenstein
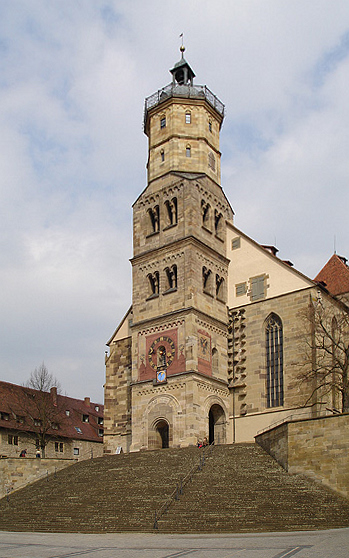
Schwäbisch Hall
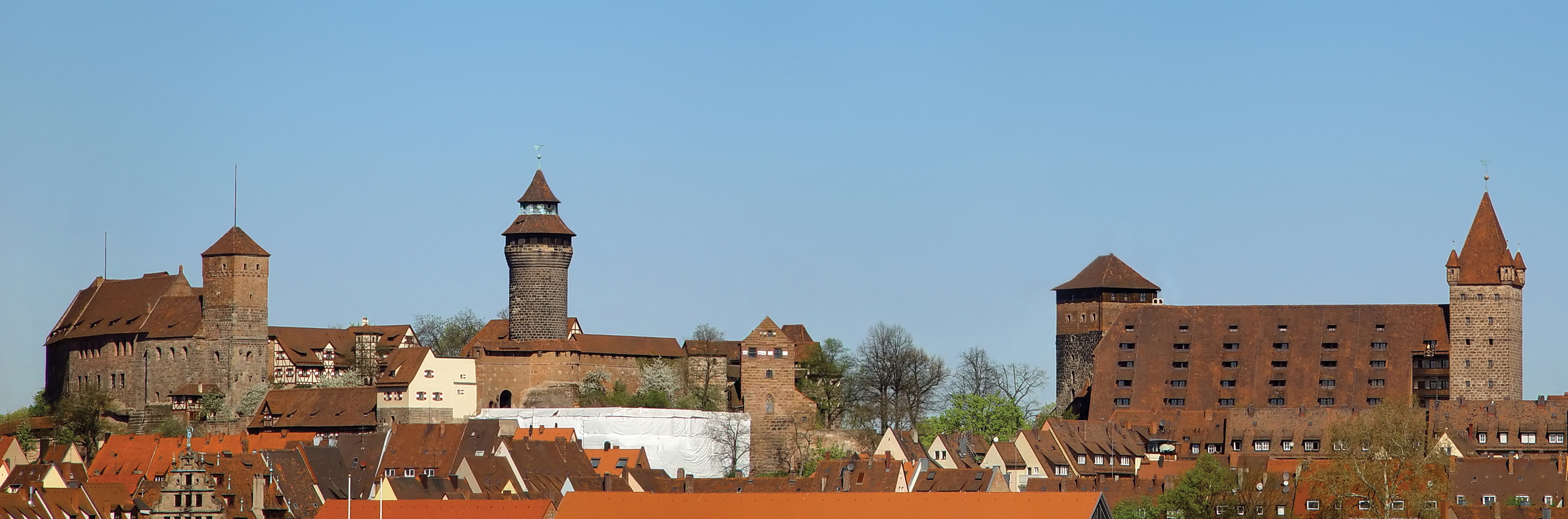
Kaiserburg Nürnberg
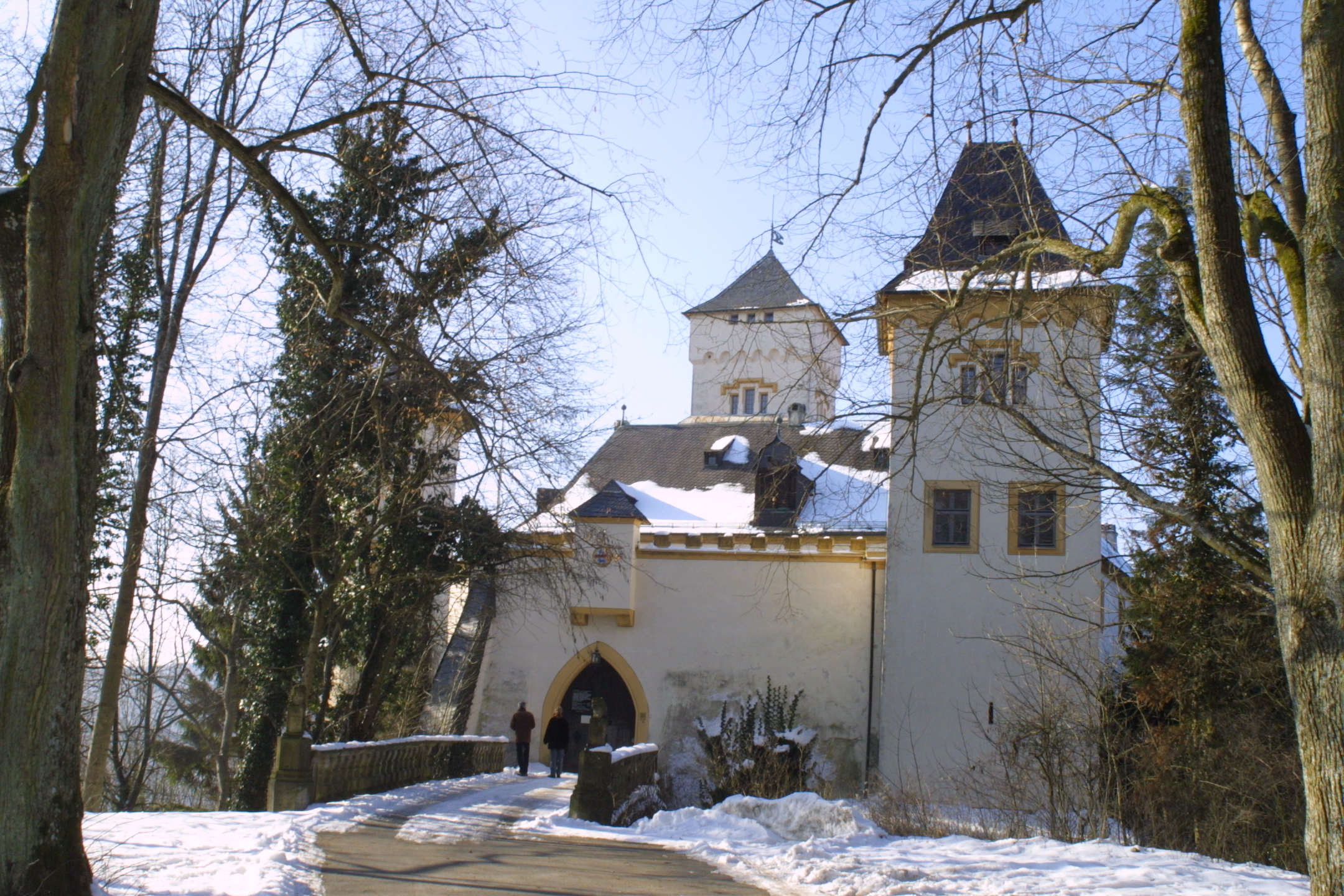
Greifenstein
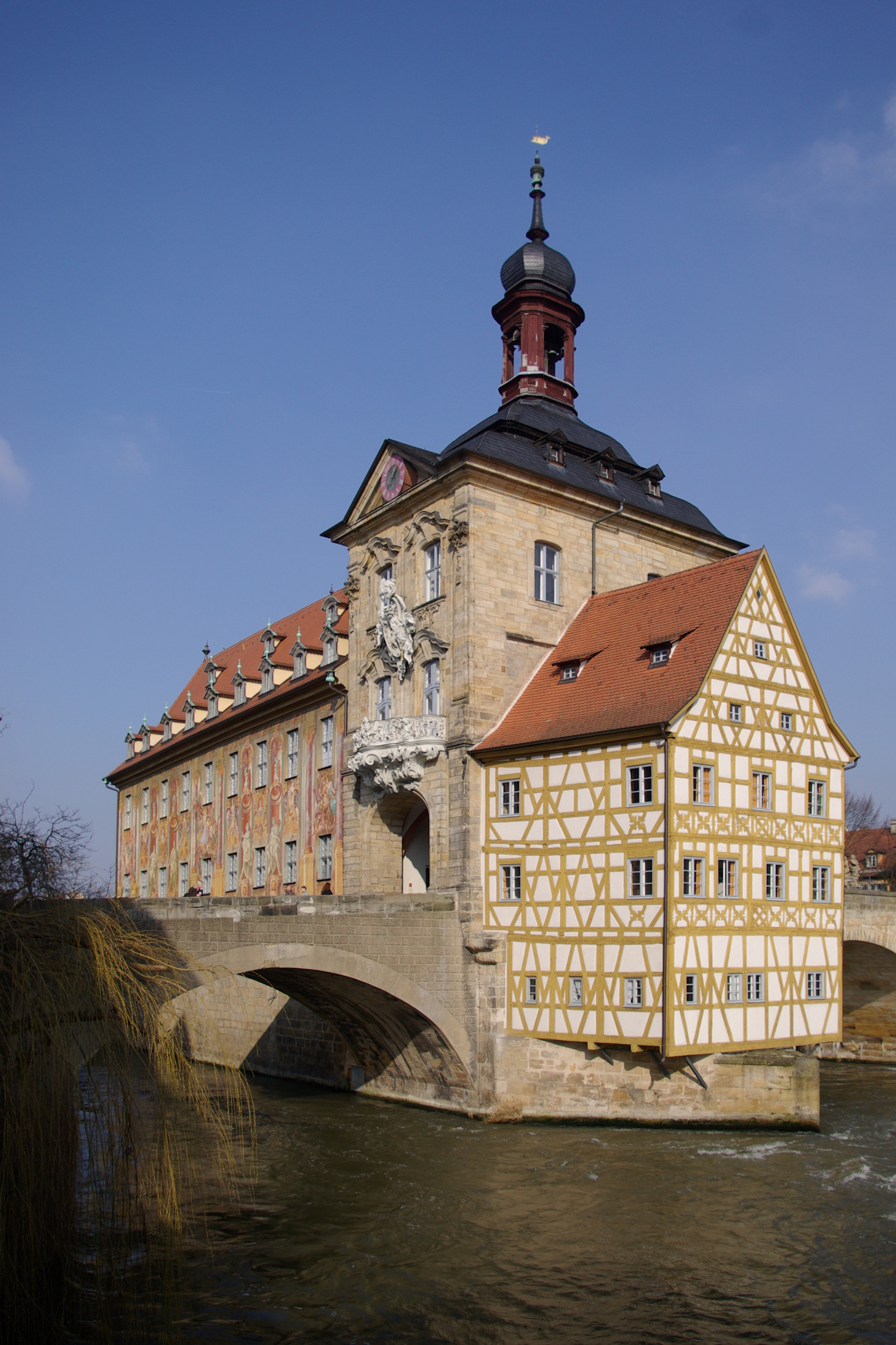
Bamberg
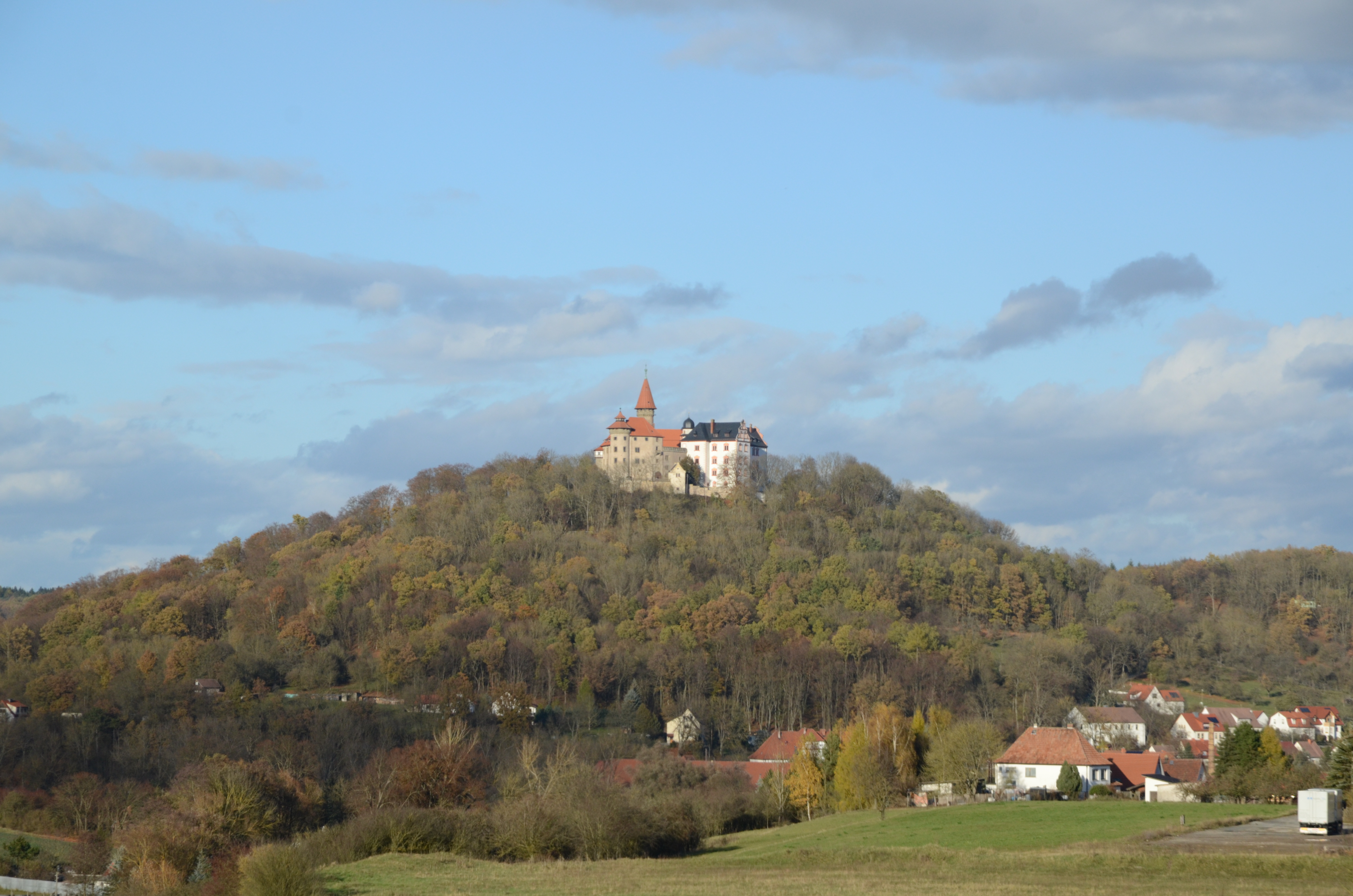
Veste Heldburg
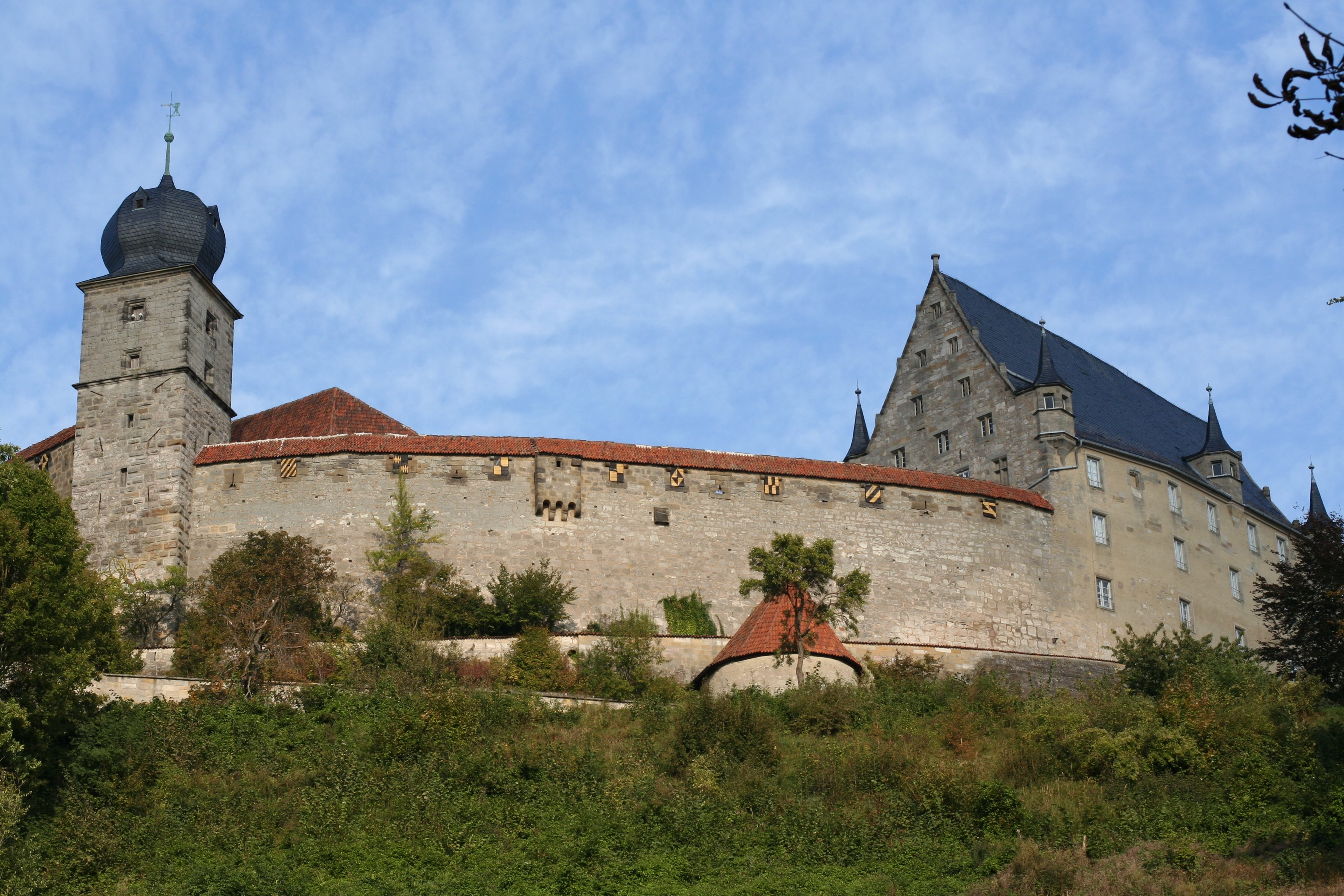
Veste Coburg
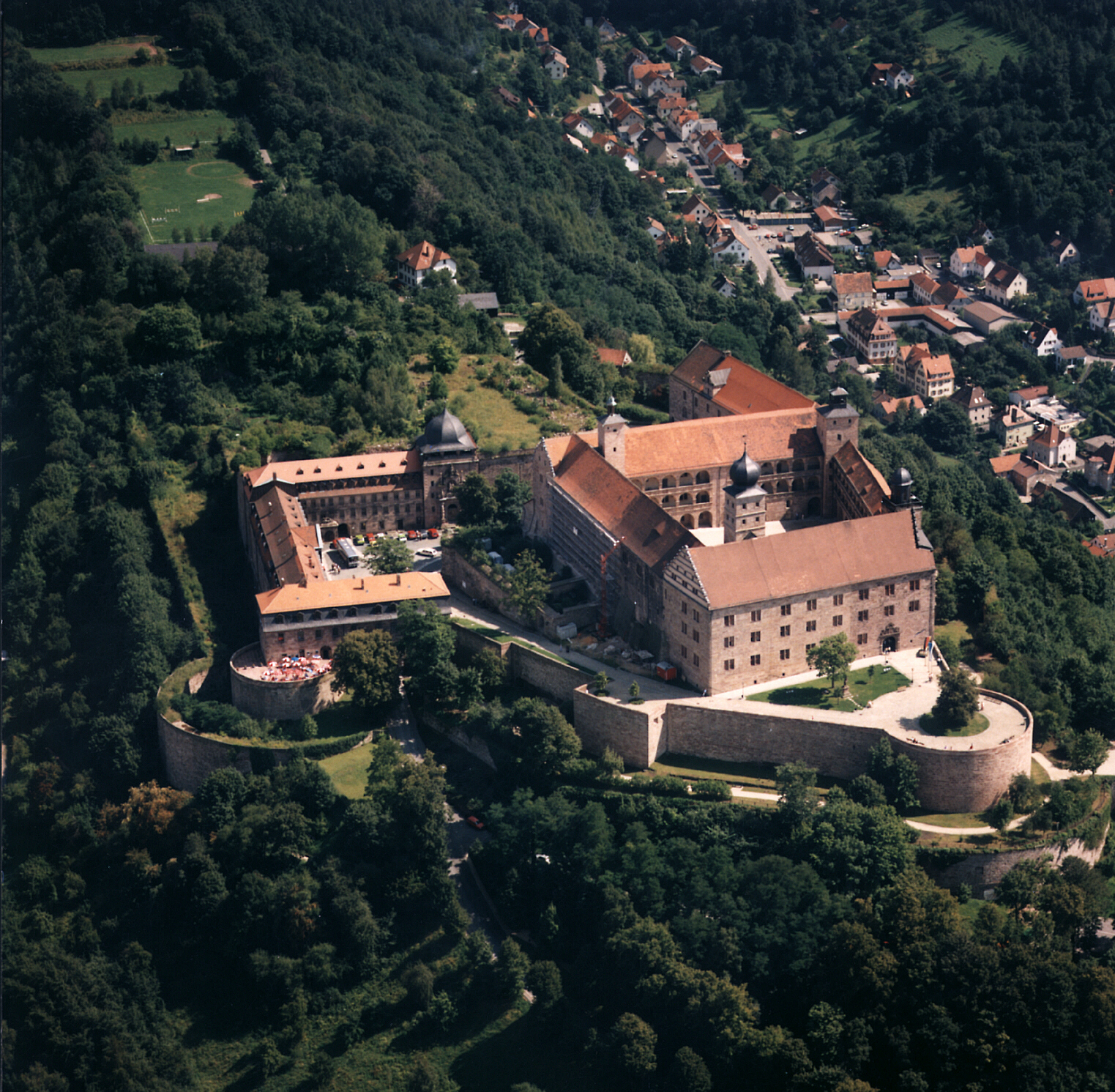
Plassenburg

## Külső hivatkozások
- Burgenstraße